# عثمان عبدالله
عثمان عبدالله (انگلیسی: Othman Abdullah; ۱۳ مارس ۱۹۴۵ – ۳۱ ژانویهٔ ۲۰۱۵) بازیکن فوتبال اهل مالزی بود.
از باشگاه‌هایی که در آن بازی کرده‌است می‌توان به باشگاه فوتبال جوهور دارالتعظیم اشاره کرد.
این بازیکن به‌همراه تیم ملی فوتبال مالزی در بازی‌های المپیک تابستانی ۱۹۷۲ شرکت کرده‌است.